# 주과테말라 대한민국 대사관
주과테말라 대한민국 대사관(스페인어: Embajada de la República de Corea en Guatemala)은 과테말라 과테말라시티에 개설된 대한민국 외교부 소속의 대사관이다.

## 역사
- 1962년 10월 24일: 대한민국과 과테말라 간의 대사급 외교 관계 수립
- 1974년 9월 17일: 주과테말라 대한민국 대사관 개관

## 역대 대사
- 제1대: 이남기 (1976년 5월 7일~1980년 4월 27일)
- 제2대: 정해융 (1980년 12월 30일~1984년 11월 15일)
- 제3대: 문창화 (1984년 11월 16일~1988년 3월 24일)
- 제4대: 조기성 (1988년 3월 25일~1991년 7월 15일)
- 제5대: 강웅식 (1991년 7월 16일~1994년 8월 4일)
- 제6대: 주진엽 (1994년 8월 5일~1997년 7월 31일)
- 제7대: 정태식 (1997년 8월 1일~1999년 10월 22일)
- 제8대: 한영희 (2000년 2월 15일~2003년 6월 12일)
- 제9대: 김홍락 (2003년 6월 13일~2006년 9월 6일)
- 제10대: 유지은 (2006년 9월 7일~2009년 8월 30일)
- 제11대: 남상정 (2009년 8월 31일~2012년 8월 20일)
- 제12대: 추연곤 (2012년 8월 21일~2015년 10월 7일)
- 제13대: 이운호 (2016년 10월 8일~2018년 11월 8일)
- 제14대: 홍석화 (2018년 11월 9일~2021년 12월 22일)
- 제15대: 장하연 (2021년 12월 24일~2022년 12월 30일)
- 제16대: 천준호 (2023년 1월 7일~2024년 6월 24일)
- 제17대: 김득환 (2024년 7월 9일~현재)

## 같이 보기
- 주한 과테말라 대사관
- 과테말라-대한민국 관계